# Брюс Едвард Мельник
Брю́с Е́двард Ме́льник (англ. Bruce Edward Melnick; *5 грудня 1949, Нью-Йорк) — астронавт (США).
Навчався в Університеті Флориди.
Протягом 20 років служив у Береговій охороні США. Отримав звання капітана 2-го рангу (commander).
Прийнятий до групи астронавтів 1987 року. Побував у космосі 6—10 жовтня 1990 (місія STS-41) і 7—16 травня 1992 (місія STS-49) року. Провів у космосі понад 300 годин.
Залишив NASA в липні 1992 року. Віцепрезидент «Боїнг Флорида Оперейшинз» у космічному центрі Джона Кеннеді.
Нагороджений двома медалями за відмінну службу Міністерства оборони, двома хрестами за льотну службу та іншими нагородами.